# 盛趣游戏
盛趣游戏，原名“盛大游戏”，是中国大陆游戏公司，其总部位于中国上海，于1999年成立，前身为盛大互动娱乐有限公司。自2009年从盛大互娱剥离后，目前属于世纪华通。

## 历史
盛大互动娱乐有限公司成立于1999年12月，于2001年9月宣布代理韩国游戏公司娛美德游戏《热血传奇》。但2003年时一场双方的纠纷，导致盛大失去代理权。2003年6月，盛大研发《传奇世界》，将所有原《热血传奇》玩家的数据转移进新游戏，并承诺一切不变。2003年10月，娱美德公司以此起诉盛大侵权，双方经过漫长诉讼，于2009年4月26日达成和解。截止2004年10月，盛大已运营8款游戏，为中国当时最大的网游公司，拥有1200万同时在线玩家。
2008年6月，盛大游戏成为盛大互娱的子公司。2009年，盛大游戏从盛大互娱剥离，赴美上市，融资1.04亿美元，成为当年最大的IPO。当时盛大互娱77%的营收来自盛大游戏。2014年，盛大集团总裁陈天桥抛售了其名下所有的盛大游戏股份，2017年，盛大游戏品牌归属于浙江世纪华通集团。
2019年3月30日，随着浙江世纪华通集团的收购，盛大游戏更名为盛趣游戏。

## 游戏产品

### 大型游戏产品
- 最终幻想XIV (代理)
- 龙之谷
- 星辰变
- 成吉思汗II
- 后宫计-诸侯
- 永恒之塔
- 热血传奇
- 传奇世界
- 传奇归来
- 传世群英传
- 夺宝传世
- 传世无双
- 传奇外传
- 剑侠世界
- 恶魔法则
- 龙
- 天堂（已停运）[14]
- 天堂II（已停运）[14]
- 神迹
- 英雄年代
- 梦幻国度（代理權出售給上海好玩數字）
- 仙境传说 （已停运）
- 冒险岛
- 武林外史
- 龙与地下城online（已停运）
- 霸王大陆
- 苍天
- 生死格斗 ONLINE
- 彩虹岛Online
- 千年3
- 神无月
- 擴散性百萬亞瑟王
- 魔物狩獵者
- 鎖鏈戰記
- Love Live! 學園偶像祭（已停运）
- Love Live! 学园偶像季：群星闪耀（已停运）
- 勇者鬥惡龍X 覺醒的五種族 Online（已停运）

### 休闲游戏
- 乱武天下（已停運）
- 泡泡堂
- 盛大富翁
- 跳跳堂（已停运）
- 疯狂赛车
- 超级跑跑
- 热血英豪
- 盛大动感DJ（已停运）
- 迪士尼魔幻飞板
- 滚滚球
- 推推侠
- 功夫小子
- 泡泡岛
- 疯狂坦克（已停运）
- 生死格斗
- 泡泡战士（已停运）

### 网页游戏
- 三国杀Online网页版（边锋游戏运营，2013年边锋购回了盛大持有的股份，开始独立运营）